# Понорницька селищна рада
Поно́рницька се́лищна ра́да — адміністративно-територіальна одиниця та орган місцевого самоврядування в Коропському районі Чернігівської області. Адміністративний центр — селище міського типу Понорниця.

## Загальні відомості
Понорницька селищна рада утворена у 1918 році.
- Територія ради: 76,41 км²
- Населення ради: 2 967 осіб (станом на 2001 рік)

## Населені пункти
Селищній раді підпорядковані населені пункти:
- смт Понорниця
- с. Зелена Поляна
- с. Рихли

## Склад ради
Рада складається з 20 депутатів та голови.
- Голова ради: Василець Петро Олександрович
- Секретар ради: Лунь Людмила Володимирівна

### Керівний склад попередніх скликань
| Прізвище, ім'я, по батькові  | Основні відомості                                                        | Дата обрання | Дата звільнення |
| ---------------------------- | ------------------------------------------------------------------------ | ------------ | --------------- |
| Василець Петро Олександрович | Селищний голова, 1955 року народження, освіта вища                       | 26.03.2006   | 31.10.2010      |
| Василець Петро Олександрович | Селищний голова, 1955 року народження, освіта вища, член Партії регіонів | 31.10.2010   |                 |

Примітка: таблиця складена за даними сайту Верховної Ради України

### Депутати
За результатами місцевих виборів 2010 року депутатами ради стали:

#### За суб'єктами висування
| Суб'єкт висування                 | Кількість обраних депутатів | %  |
| --------------------------------- | --------------------------- | -- |
| Партія регіонів                   | 8                           | 40 |
| Політична партія «Сильна Україна» | 4                           | 20 |
| Самовисування                     | 4                           | 20 |
| Українська Народна Партія         | 2                           | 10 |
| Комуністична партія України       | 1                           | 5  |
| Народна партія                    | 1                           | 5  |

#### За округами
| № округу                          | Прізвище, ім'я, по батькові     | Дата визнання обраним | Освіта             | Партійна приналежність                  | Відомості про обраного депутата                                      |
| --------------------------------- | ------------------------------- | --------------------- | ------------------ | --------------------------------------- | -------------------------------------------------------------------- |
| Комуністична партія України       |                                 |                       |                    |                                         |                                                                      |
| 9                                 | Сушениця Віталій Іванович       | 01.11.2010            | середня            | член Комуністичної партії України       | Понорницька лікарня, шофер                                           |
| Народна Партія                    |                                 |                       |                    |                                         |                                                                      |
| 10                                | Петрушанко Віра Миколаївна      | 01.11.2010            | середня спеціальна | член Народної партії                    | Понорницька СТ, голова                                               |
| Партія регіонів                   |                                 |                       |                    |                                         |                                                                      |
| 4                                 | Надточій Валентина Василівна    | 01.11.2010            | вища               | член Партії регіонів                    | Покошицька загальноосвітня школа, вчитель                            |
| 7                                 | Пилипенко Володимир Миколайович | 01.11.2010            | середня            | член Партії регіонів                    | тимчасово не працює                                                  |
| 8                                 | Никипорець Володимир Миколйович | 01.11.2010            | середня спеціальна | член Партії регіонів                    | ДільничнийВетлікар., завідувач                                       |
| 11                                | Юрченко Наталія Семенівна       | 01.11.2010            | середня            | член Партії регіонів                    | Понорницький інтернат, комірник                                      |
| 13                                | Коваль Сергій Петрович          | 01.11.2010            | середня спеціальна | член Партії регіонів                    | Понорницька АЗС, начальник                                           |
| 14                                | Ткачов Олександр Валентинович   | 01.11.2010            | вища               | член Партії регіонів                    | Короп РВ ГУМНС, начальник караулу                                    |
| 18                                | Баранова Тетяна Сергіївна       | 01.11.2010            | вища               | член Партії регіонів                    | Понорницький будинок творчості, методист                             |
| 19                                | Лунь Людмила Володимирівна      | 01.11.2010            | вища               | член Партії регіонів                    | Понорницька сільська рада, секретар                                  |
| Політична партія «Сильна Україна» |                                 |                       |                    |                                         |                                                                      |
| 3                                 | Плющ Михайло Іванович           | 01.11.2010            | вища               | член Політичної партії «Сильна Україна» | Понорницький відділення територіального центру, соціальний працівник |
| 5                                 | Папка Наталія Миколаївна        | 01.11.2010            | вища               | член Політичної партії «Сильна Україна» | Понорницька сільська рада, спеціаліст 2 категорії                    |
| 12                                | Чепурний Микола Михайлович      | 01.11.2010            | середня спеціальна | член Політичної партії «Сильна Україна» | Понорницька лікарня, фельдшер                                        |
| 17                                | Ступак Валерій Іванович         | 01.11.2010            | середня спеціальна | член Політичної партії «Сильна Україна» | Понорницька лікарня, фельдшер                                        |
| Українська Народна Партія         |                                 |                       |                    |                                         |                                                                      |
| 2                                 | Поздняков Юрій Іванович         | 01.11.2010            | вища               | член Української Народної Партії        | Понорницька загальноосвітня школа, вчитель                           |
| 6                                 | Чепік Інна Миколаївна           | 01.11.2010            | вища               | член Української Народної Партії        | Понорницька загальноосвітня школа, заступник                         |
| Самовисування                     |                                 |                       |                    |                                         |                                                                      |
| 1                                 | Селянська Світлана Миколаївна   | 01.11.2010            | вища               | позапартійна                            | Понорницька ДНЗ, завідувач                                           |
| 15                                | Колодій Наталія Василівна       | 01.11.2010            | середня спеціальна | позапартійна                            | Понорницька загальноосвітня школа, кухар                             |
| 16                                | Вінніченко Алла Іванівна        | 01.11.2010            | середня спеціальна | позапартійна                            | Понорницька сільська рада, інспектор                                 |
| 20                                | Костюк Віктор Степанович        | 01.11.2010            | середня            | позапартійний                           | Мезинський НПП, лісник                                               |